# David Rees (Mathematiker)
David Rees (* 29. Mai 1918 in Abergavenny, Monmouthshire, Wales; † 16. August 2013 in Exeter, England) war ein britischer Mathematiker, der sich mit kommutativer Algebra beschäftigte.

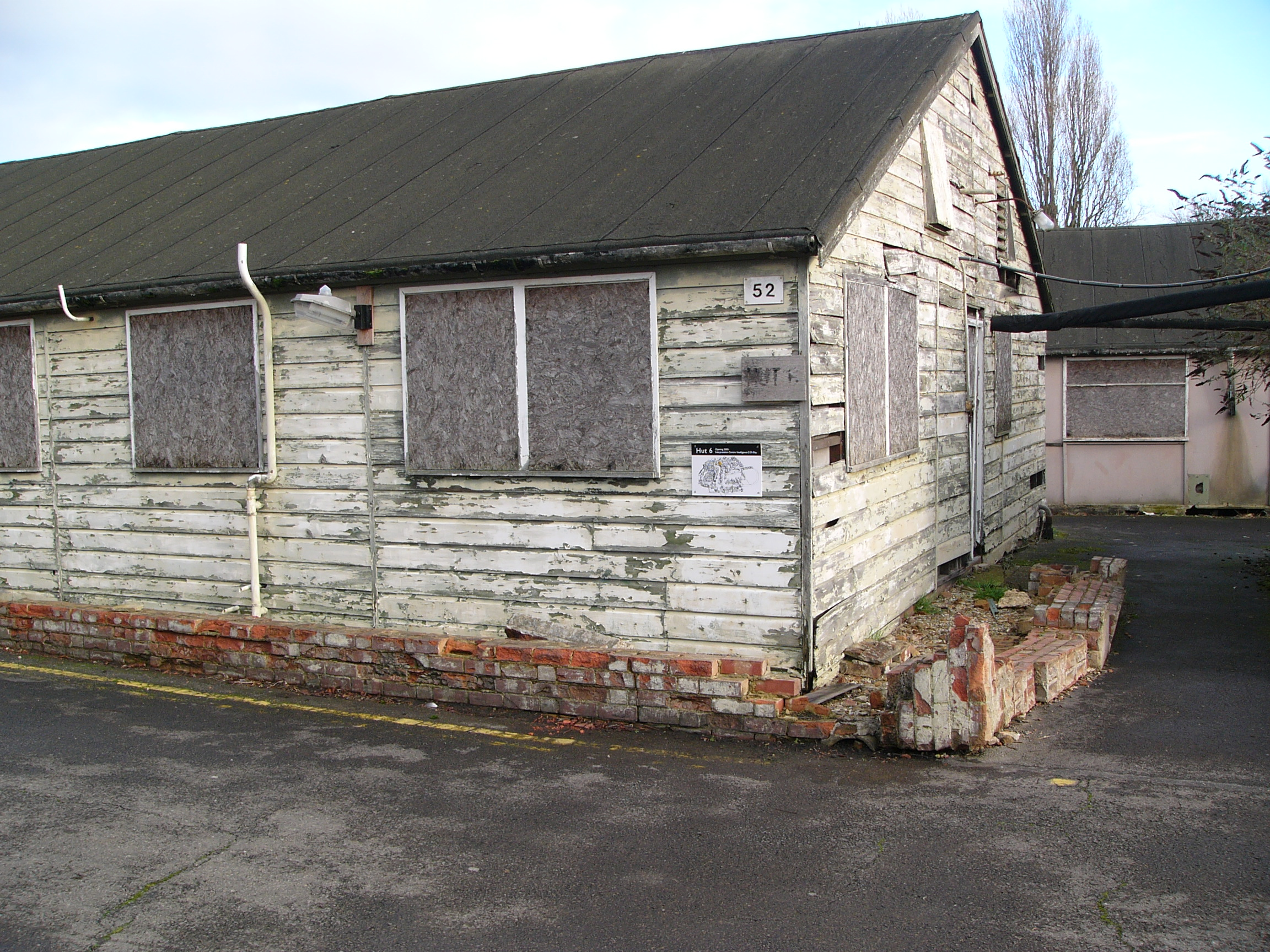
Die legendäre Hut 6 (Foto aus dem Jahr 2004) in Bletchley Park, in der David Rees unter der Leitung von Gordon Welchman an der Entzifferung der deutschen ENIGMA arbeitete.

Rees studierte an der Universität Cambridge. Während des Zweiten Weltkriegs war er als Codebreaker im englischen Bletchley Park in Hut 6 (deutsch: Baracke 6) an der erfolgreichen Entzifferung der deutschen Rotor-Schlüsselmaschine ENIGMA beteiligt. Rees war später Professor an der University of Exeter. In der kommutativen Algebra ist er insbesondere für eine Arbeit mit Douglas Northcott 1954 bekannt. Der Satz von Artin-Rees ist mit seinem Namen verbunden.
1993 erhielt er den Pólya-Preis. Er war Ehren-Fellow des Downing College der Universität Cambridge. Im August 1998 fand an der Universität Exeter eine Konferenz zu seinem 80. Geburtstag statt. Er war mit der Mathematikerin Joan Rees (Lecturer an der Universität Exeter) verheiratet. Seine Tochter Mary Rees (* 1953) ist Professorin für Mathematik an der Universität Liverpool, spezialisiert auf komplexe Dynamik. Zu seinen Doktoranden zählte Michael Drazin (Cambridge 1953).
Seit 1968 war er Mitglied der Royal Society.